# Enzo Osella

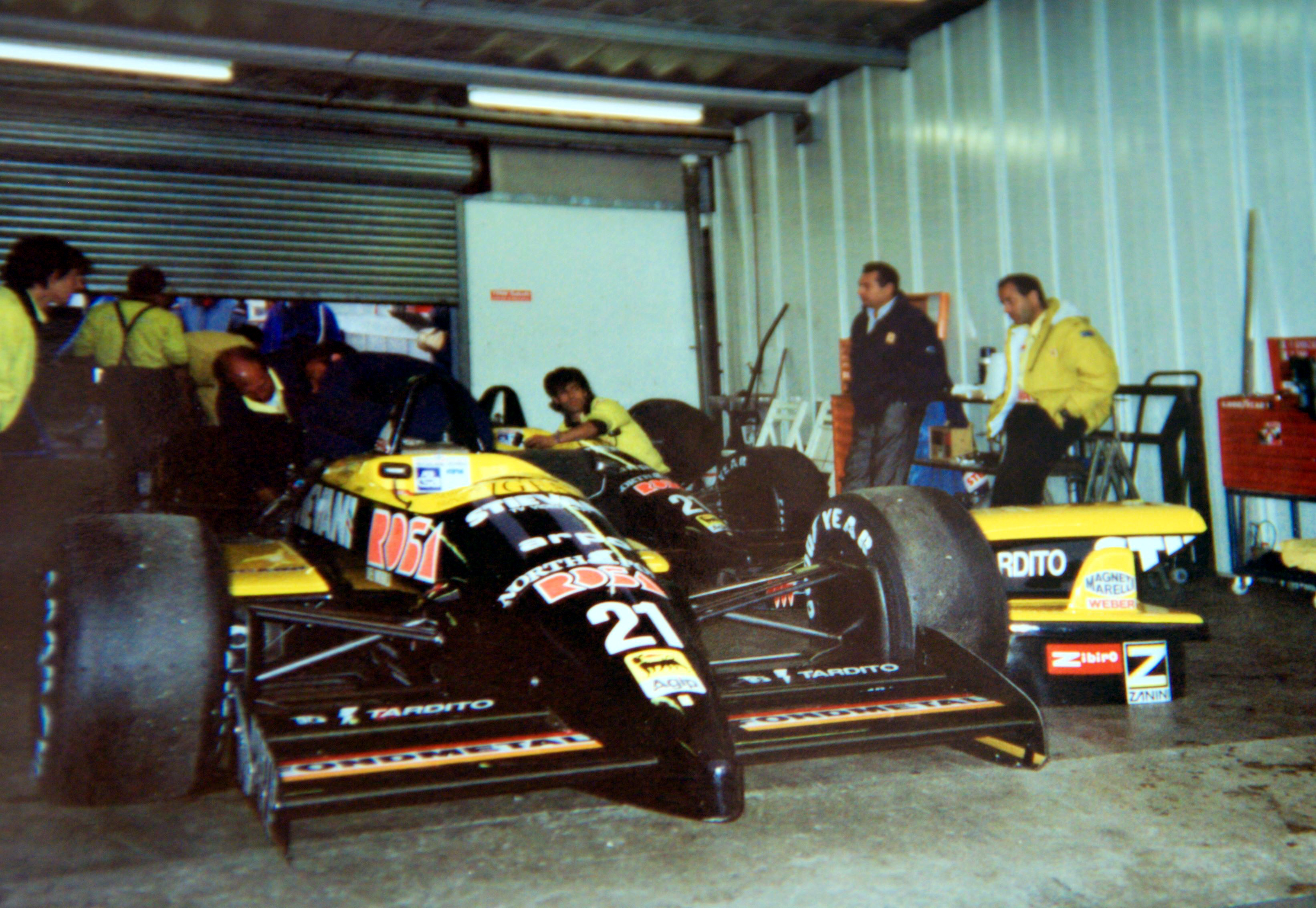
Formel-1-Box von Osella Corse, im Hintergrund Enzo Osella (mit blauer Jacke, 1988)

Vincenzo „Enzo“ Osella (* 26. August 1939 in Cambiano) ist ein italienischer Rennwagenkonstrukteur und ehemaliger Motorsport-Teamchef. Er ist Gründer und Inhaber des Unternehmens Osella Corse (jetzt: Osella Engineering), das zu den erfolgreichsten Herstellern von Rennsport- und Bergrennwagen gehört. Zeitweise nahm Osella mit einem eigenen Team an Formel-2- und Formel-1-Rennen teil.

## Leben
Enzo Osellas Eltern Luigi und Maria Osella betrieben bis zum Ende des Zweiten Weltkriegs in Volpiano bei Turin ein Lebensmittelgeschäft und ein Transportunternehmen. Nach Kriegsende übernahm Luigi Osella eine Autowerkstatt im Zentrum Turins. Nach dem Ende der Schulausbildung arbeitete Enzo Osella zunächst in einem Kieswerk und half parallel dazu dem Vater bei der Arbeit an den Autos der Kunden.
Ein Kunde seines Vaters war Hobby-Rallyefahrer. Ab 1957 setzte er Enzo Osella als Navigator bei mehreren Rallye-Läufen ein, unter anderem bei der Rallye Sestriere. Im gleichen Jahr fuhr Osella in dem Fiat 600 seiner Schwester erstmals selbst eine Rallye, blieb dabei aber erfolglos. Unterstützt von seinem Vater, erwarb Osella daraufhin einen Lotus Eleven, den er nach eigenen Vorstellungen modifizierte. Mit diesem Auto, das mit einem Osca-Motor und einem Alfa-Romeo-Differenzial ausgestattet war, nahm Osella in der Folgezeit an verschiedenen Straßen- und Bergrennen teil.
1963 nahm Osella eine Anstellung bei Carlo Abarth an, der in Turin Rennwagen auf Fiat-Basis produzierte und ein Motorsportteam unterhielt. Osella arbeitete bei Abarth als Testfahrer und gewann Einblicke in die Produktion von Chassis und Motoren sowie in Aspekte des Tunings. Osella war in dieser Zeit zudem bei Renneinsätzen des Abarth-Teams als Mechaniker und Fahrerbetreuer tätig.
Ende 1964 machte sich Enzo Osella selbstständig. Er übernahm eine Werksvertretung für Abarth in Turin.
1971 verkaufte Carlo Abarth die Namensrechte und Fertigungsstätten an Fiat und zog sich nach Wien zurück. Die Rennabteilung hingegen verkaufte er an Enzo Osella, der sie unter dem Namen Osella Corse weiterbetrieb.
Enzo Osella ist verheiratet. Er hat eine Tochter. Ein 1968 geborener Sohn starb 1991.

## Unternehmer

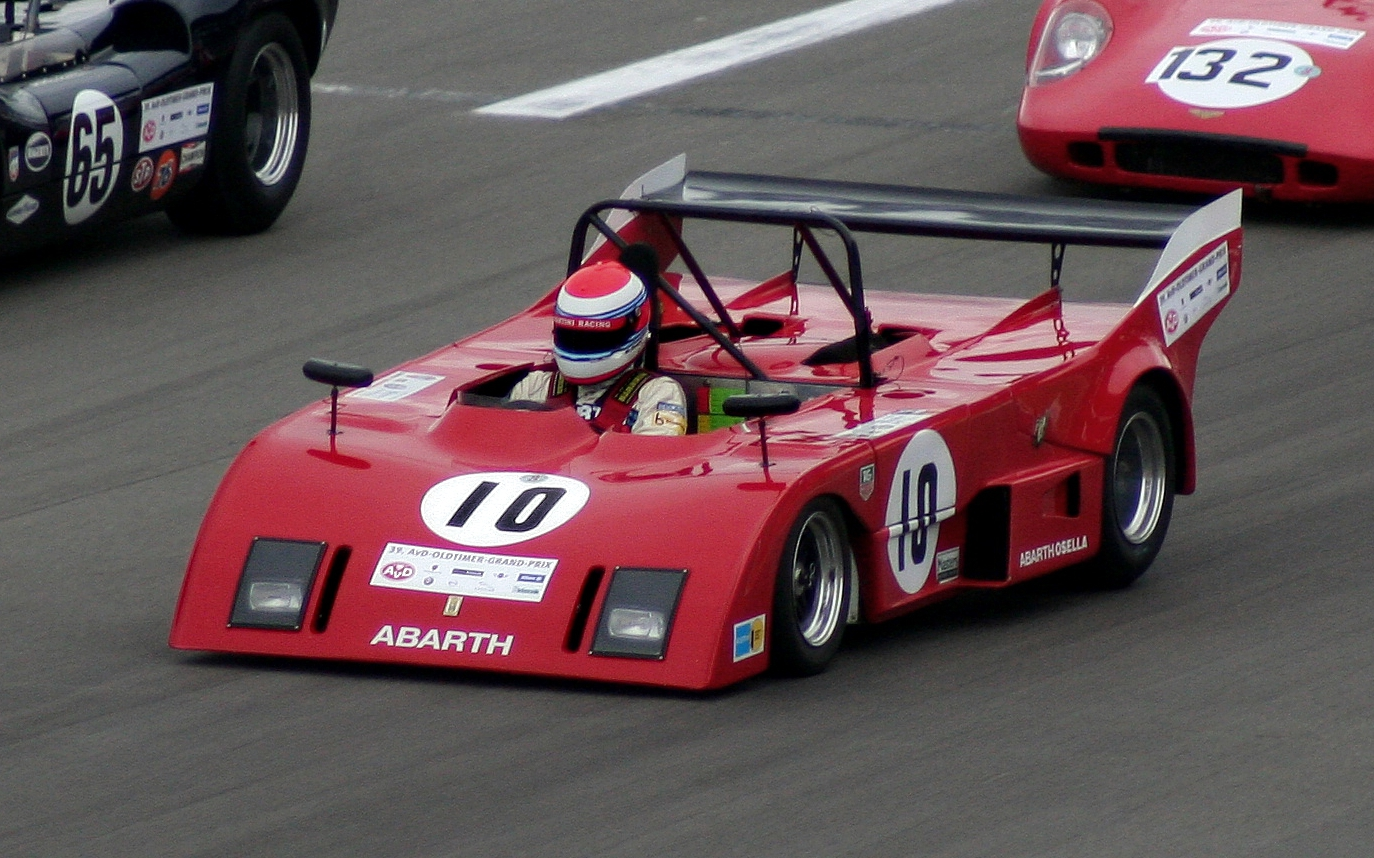
Abarth Osella PA 1 von 1973 beim Oldtimer-Grand-Prix 2011 auf dem Nürburgring

Enzo Osellas Unternehmen Osella Corse stellte – wie bereits zuvor Abarth – Kundenfahrzeuge her, unterhielt aber auch einen eigenen Rennstall, der an Rennen für Sportprototypen und an Bergrennen teilnahm. Osellas erste Eigenkonstruktion, der Osella Abarth PA1 von 1971, beruhte noch zu großen Teilen auf Komponenten von Abarth. Mit dem PA1 konnte er 1973 die Teamwertung bei Prototypenrennen für sich entscheiden. Der 1975 erschienene Osella PA3 prägte das Bild von Osellas Sportprototypen; die späteren Modelle bis hin zum PA9 von 1989 waren im Wesentlichen Ableitungen davon bzw. Weiterentwicklungen.
1975 konstruierte er ein Formel-2-Fahrzeug, das mit geringem Erfolg an der Formel-2-Europameisterschaft 1975 teilnahm. Nachdem der Betrieb durch wirtschaftliche Schwierigkeiten in den folgenden Jahren nahezu zum Erliegen gekommen war, kehrte Osella 1979 in die Formel 2 zurück. Diesmal erzielte das Werksteam drei Siege. Daraufhin stieg Osella 1980 in die Formel-1-Weltmeisterschaft auf, an der sich das Team bis 1990 beteiligte. In Anspielung auf Enzo Ferrari wurde Enzo Osella zu dieser Zeit in der Motorsportpresse häufig als „Enzo II“ bezeichnet. Das Formel-1-Engagement war nicht erfolgreich. Die zum Teil von Enzo Osella selbst konstruierten Autos erreichten fast nie das technische Niveau der Formel 1, Gustav Brunner bezeichnete sie wiederholt als „Gurken“ und „die schlechtesten Autos des Starterfeldes“ – und das Unternehmen war zu dieser Zeit hoch verschuldet. Enzo Osella nannte die 1980er-Jahre „die dunkle Ära“. 1990 verkaufte er den Formel-1-Rennstall an seinen bisherigen Sponsor Gabriele Rumi, der das Team bis 1992 unter dem Namen Fondmetal weiterbetrieb.
Osella legte den Schwerpunkt daraufhin wieder auf die Sportwagen- und Bergrennen. In dieser Zeit hatte das Unternehmen seinen Sitz in der süditalienischen Region Basilikata. Bedingt durch die Inanspruchnahme von Strukturfördermitteln der Europäischen Wirtschaftsgemeinschaft, musste Osella sein Werk nach Atella verlegen. Dort entstanden einige erfolgreiche Sportprototypen. Zwischen 1993 und 2004 gingen nahezu alle Titel der Europäischen Bergmeisterschaft an Fahrer, die Osella-Autos einsetzten. In der Folgezeit dominierten vorübergehend Formel-3000-Fahrzeuge; ab 2009 verfügte Osella aber wieder über Modelle, die regelmäßig Meisterschaften gewannen.
Nach 20 Jahren in Süditalien kehrte Osella in seine Heimatregion Piemont zurück. Das nun als Osella Engineering bezeichnete Unternehmen ist wieder in der Nähe von Turin ansässig und wird weiterhin von Enzo Osella geleitet.